# Saint-Benoît, Vienne
Saint-Benoît là một xã, tọa lạc ở tỉnh Vienne trong vùng Nouvelle-Aquitaine, Pháp. Xã này có diện tích 13,58 kilômét vuông, dân số năm 2006 là 6859 người. Xã nằm ở khu vực có độ cao trung bình 80 m trên mực nước biển.
Dân địa phương danh xưng tiếng Pháp là Sancto-Bénédictins.

## Biến động dân số
| Năm | 1962  | 1968  | 1975  | 1982  | 1990  | 1999  | 2006  |
| --- | ----- | ----- | ----- | ----- | ----- | ----- | ----- |
| Dân số | 2 605 | 3 881 | 4 889 | 5 397 | 5 843 | 7 008 | 6 859 |
| From the year 1962 on: No double counting—residents of multiple communes (e.g. students and military personnel) are counted only once. |       |       |       |       |       |       |       |